# Брантовская дорога
Бра́нтовская доро́га — дорога в Красногвардейском районе Санкт-Петербурга. Проходит от Якорной улицы до Магнитогорской улицы. На север продолжается проспектом Металлистов.

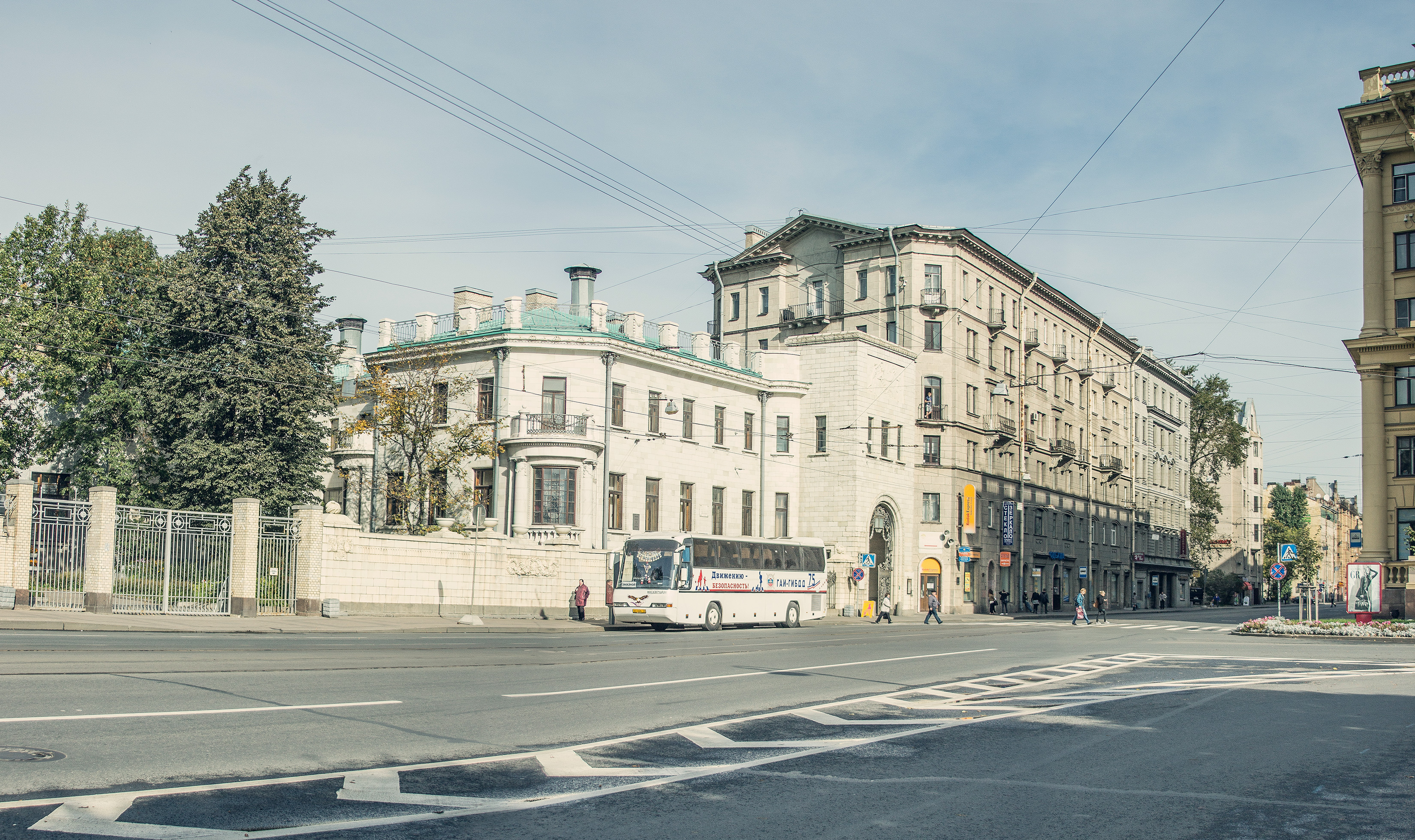
Особняк В. Э. Бранта на ул. Куйбышева

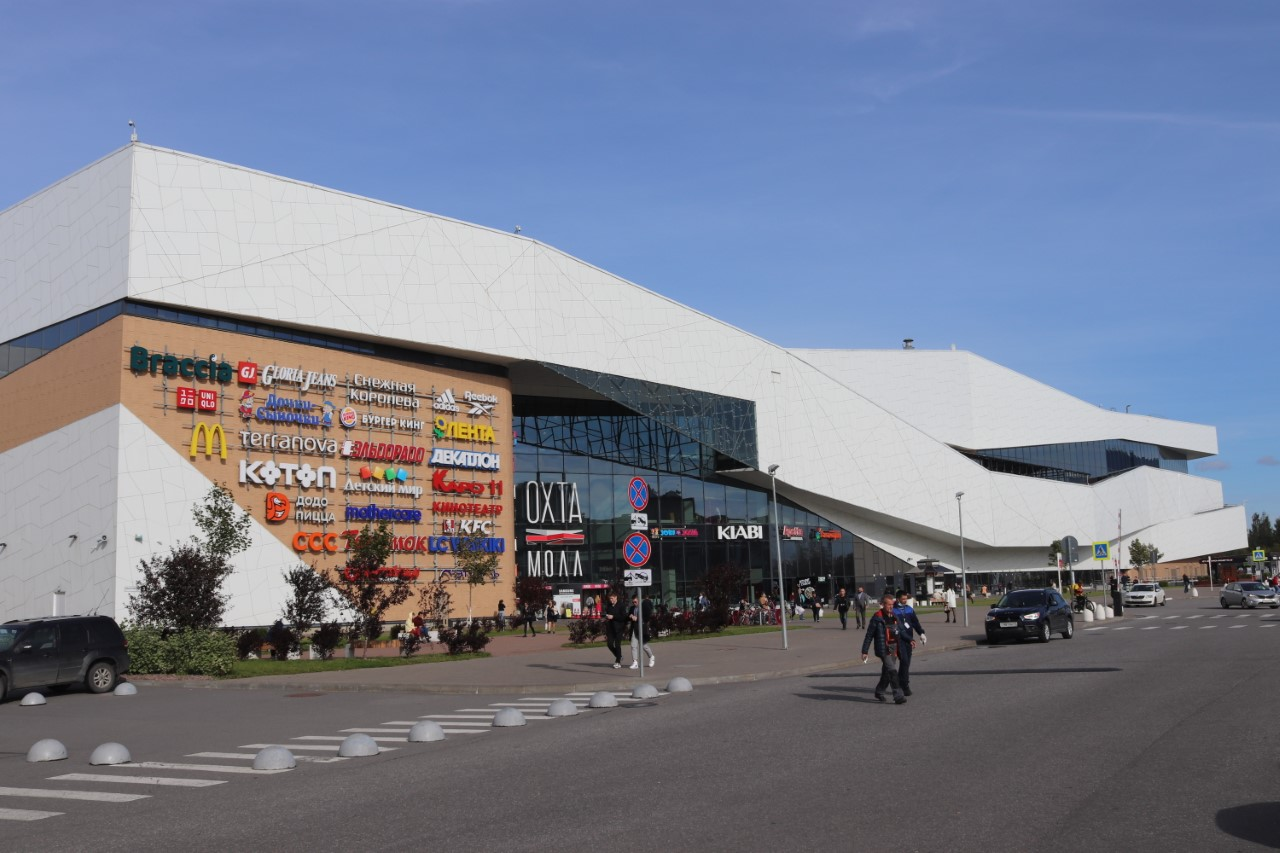
«Охта-молл»

Дорога получила название 23 июня 2014 года. Заместитель председателя топонимической комиссии А. С. Зонин пояснял, что название дано «для сохранения наименования, ранее существовавшего в этом квартале и происходившего от фамилии землевладельца В. Э. Бранта». Брант известен по особняку на улице Куйбышева (Большой Дворянской), 4, соединенному с особняком Кшесинской. Историческая Брантовская дорога была восточнее.
Несмотря на то что дорога расположена в створе проспекта Металлистов, включить её в состав этого проспекта было невозможно из-за отсутствия резерва нумерации.
На момент присвоения Брантовская дорога представляла собой 150-метровый участок, примыкающий к Якорной улице. По заказу комитета по развитию транспортной инфраструктуры был разработан проект строительства полноценной улицы, четырёхполосной. В 2016 году было открыто движение по западной двухполосной половине дороги, работы провел застройщик торгово-развлекательного комплекса «Охта-молл» на Брантовской дороге, 3, для нужд которого она и потребовалась.
В 2025 году планируется начать строительство нового участка Брантовской дороги от Магнитогорской улицы до реки Охты, работы профинансирует застройщик жилого дома, который появится вдоль участка.